# Skúli Bárdarson
Pour les articles homonymes, voir Bárðarson.
Skúli Bárdarsonou Skúli Bárðarson, (né vers 1189, mort le 24 mai 1240) jarl et duc de Norvège pendant le règne du roi Håkon IV de Norvège.

## Origine
Skúli Bårdsson est né vers 1189. Il était le fils de Bård Guttormsson de Rein († 1194) un fidèle du roi Sverre de Norvège et de sa troisième épouse Ragnhild Erlingsdatter et donc le demi-frère germain du roi Inge Bårdsson. Håkon Haakonsson était devenu roi en 1217 à l'âge de 13 ans, après la mort d'Inge II. Skúli, qui détenait le titre de jarl exerçait en fait la régence du royaume et il était depuis 1219 le père de la fiancée du jeune roi.

## Prétendant
Skúli Bárdarson est l'un des candidats au trône réfutés par les Birkebeiner lors de l'assemblée de Bergen de 1223. En 1237 il obtient le titre de « Hertug » (duc) et en 1239, il autorise ses partisans à le proclamer roi de Norvège à l'assemblée de l'Øyrating. Il mobilise une armée contre le roi et gagne une bataille à Låka contre ancien son gendre Knut Håkonsson, mais en perd une autre près d'Oslo. En mai 1240, il est battu par le roi Håkon IV et ses partisans. Son fils illégitime Peter est tué le 22 mai. Il cherche refuge au monastère d'Elgester à Nidaros mais les hommes de Håkon brûlèrent le monastère et le tuèrent deux jours plus tard.

## Union et postérité
Skúli Bárdarson et son épouse légitime Ragnhild ont trois filles:
- Margrete mort en 1270 épouse en 1225 de Håkon IV de Norvège
- Ingerid morte en 1232 épouse en 1227 de Knut Håkonsson
- Ragnrid morte vers 1247

De sa liaison avec Ingeborg l'épouse d'Anders Skjalderband il a
- Peter tué le 22 mai 1240